# Siemiony (województwo podlaskie)
Siemiony – wieś w Polsce położona w województwie podlaskim, w powiecie siemiatyckim, w gminie Grodzisk. Przez miejscowość przepływa Czarna, rzeka dorzecza Bugu.
| SIMC    | Nazwa    | Rodzaj    |
| ------- | -------- | --------- |
| 1012212 | Dwór     | część wsi |
| 1012270 | Zarzecze | część wsi |

Nazwa wsi pochodzi od cerkiewnego imienia Siemion (pol. Symeon).
W 1921 roku wieś liczyła 47 domów i 273 mieszkańców (142 kobiet i 131 mężczyzn), w tym 171 katolików i 102 prawosławnych.
W folwarku Siemiony według Powszechnego Spisu Ludności z 1921 roku zamieszkiwały 102 osoby, wśród których 84 było wyznania rzymskokatolickiego, 14 prawosławnego, a 4 mojżeszowego. Jednocześnie wszyscy mieszkańcy zadeklarowali polską przynależność narodową. Było tu 4 budynki mieszkalne.
W latach 1975–1998 miejscowość administracyjnie należała do województwa białostockiego.
Rzymskokatoliccy mieszkańcy miejscowości należą do Parafii Wniebowzięcia Najświętszej Maryi Panny w Grodzisku, zaś prawosławni do parafii Opieki Matki Bożej w Czarnej Cerkiewnej.